# Sassierges-Saint-Germain

Sassierges-Saint-Germain este o comună în departamentul Indre, Franța. În 1 ianuarie 2022 avea o populație de 447 de locuitori.